# George Nayeja
George Whiteson Nayeja (nascido em 15 de junho de 1946) é um ex-ciclista malauiano que representou seu país nos Jogos Olímpicos de Verão de 1984 e 1988.